# Alapitkä
Alapitkä är en tätort (finska: taajama) i Lapinlax kommun i landskapet Norra Savolax i Finland. Vid tätortsavgränsningen den 31 december 2021 hade Alapitkä 338 invånare och omfattade en landareal av 1,49 kvadratkilometer.